# Géline
Die Géline ist ein Fluss im Südwesten von Frankreich, der überwiegend im Département Hautes-Pyrénées der Region Okzitanien westlich der Stadt Tarbes verläuft. Im Oberlauf bildet er auf einer Strecke von etwa fünf Kilometern auch die Grenze zum benachbarten Département Pyrénées-Atlantiques der Region Nouvelle-Aquitaine.

## Geografie

### Verlauf
Die Géline entspringt im militärischen Sperrgebiet Champ de Tir de Ger im südwestlichen Gemeindegebiet von Azereix, entwässert generell Richtung Nordost und mündet nach rund 21 Kilometern im südöstlichen Gemeindegebiet von Saint-Lézer als linker Nebenfluss in den Canal de Luzerte. Die Géline quert im Oberlauf die Autobahn A64.

### Berührte Gemeinden
(Reihenfolge in Fließrichtung)
- Azereix
- Ger
- Ibos
- Bordères-sur-l’Échez
- Pintac
- Oursbelille
- Oroix
- Lagarde
- Tarasteix
- Siarrouy
- Talazac
- Saint-Lézer